# 马克·贝伦德
马克·贝伦德（英語：Marc Behrend，1961年1月11日—），美国男子冰球运动员，场上位置是守门员。他曾代表美国国家队参加1984年冬季奥林匹克运动会冰球比赛，获得第7名。